# پوتیفار

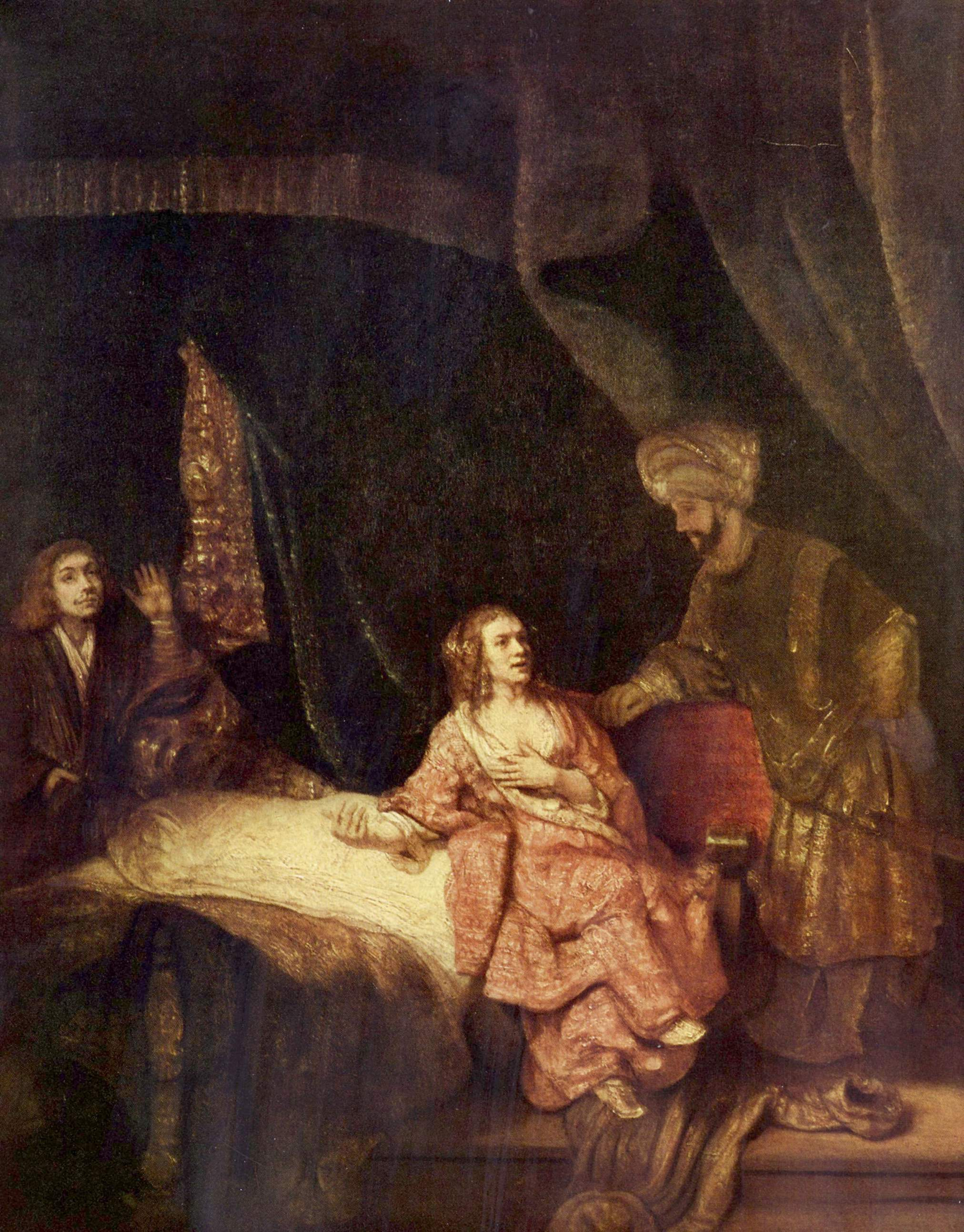
یوسف و همسر پوتیفار نقاشی ۱۶۵۵

پوتیفار یا فوطیفار یا فودیفار (عبری: פּוֹטִיפַר / פּוֹטִיפָר) از شخصیت‌های عهد عتیق در انجیل و تنخ یهودی است که نامش در کتاب پیدایش در داستان یوسف ذکر شده‌است. هنگامی که برادران یوسف او را به کاروان اسماعیلیان فروختند، یوسف به مصر بُرده شد و در آن‌جا او رابه بردگی فروختند. پوتیفار او را در بازار دیده و برای همسرش زلیخا که فرزندی نداشت خریداری کرد و یوسف به عنوان غلام خانگی در خانه پوتیفار مشغول به کار شد، و بعد از نزدیکان پوتیفار و زلیخا گشت. زلیخا عاشق یوسف، غلام خود، شده و از او خواست که با وی همبستر شود؛ اما یوسف در برابر خواسته او مقاومت کرد؛ اما زن پوتیفار یوسف را متهم کرد که قصد تجاوز جنسی به او داشته‌است. با این که بیگناهی یوسف آشکار شد، پوتیفار یوسف را به زندان افکند و پس از مدتی یوسف به دلیل توانایی‌اش در تعبیر خواب مورد توجه فرعون مصر قرار گرفت. با این حال وجود فردی با این نام از دید تاریخی هنوز اثبات نشده‌است.
نام پوتیفار در قرآن (در قرآن با نام عزیز مصر یاد شده است) و روایات اسلامی معتبر نیامده‌است، و به همین دلیل او نزد مسلمانان بیشتر به عزیز مصر معروف است. این امر حاکی از مقام پوتیفار در مصر است؛ او وزیر اعظم و از نزدیکان فرعون بوده‌است.
نام زن پوتیفار در تورات نیامده‌است، با این‌حال در سفر یاشار، متون میدراش و همچنین در هاگادا، زن پوتیفار زلیخا نامیده شده‌است. این نام از ادبیات خاخامی وارد متون سنتی اسلامی و از آن‌جا وارد ادبیات غنایی مسلمانان شده‌است.